# Clube Oriental de Lisboa
Clube Oriental de Lisboa – portugalski klub piłkarski grający w trzeciej lidze portugalskiej, mający siedzibę w mieście Lizbona.

## Historia
Klub został założony 8 sierpnia 1946 roku w wyniku fuzji trzech innych klubów: Grupo Desportivo Os Fósforos, Marvilense Futebol Clube i Chelas Futebol Clube. W 1950 roku klub po raz pierwszy awansował do pierwszej ligi portugalskiej. W swoim pierwszym sezonie w niej zajął 5. miejsce. W sezonie 1951/1952 spadł do drugiej ligi. Do pierwszej ligi Clube Oriental ponownie awansował w sezonie 1952/1953, ale już po roku z niej spadł. W sezonie 1955/1956 wywalczył po raz trzeci awans do ekstraklasy. W sezonie 1956/1957 zajął w niej 8. miejsce, a rok później uległ degradacji o klasę niżej. Kolejny i ostatni (stan na marzec 2016) awans do pierwszej ligi Clube Oriental wywalczył w 1973 roku. Pobyt klubu w pierwszej lidze trwał wówczas dwa sezony.

## Historia występów w pierwszej lidze
| Sezon     | Pozycja      | M  | Pkt. | Z  | R  | P  | GZ | GS |
| --------- | ------------ | -- | ---- | -- | -- | -- | -- | -- |
| 1950/1951 | 5.           | 26 | 27   | 11 | 5  | 10 | 37 | 57 |
| 1951/1952 | 13. (spadek) | 26 | 18   | 8  | 2  | 16 | 48 | 72 |
| 1953/1954 | 14. (spadek) | 26 | 15   | 4  | 7  | 15 | 35 | 67 |
| 1956/1957 | 8.           | 26 | 23   | 8  | 7  | 11 | 27 | 44 |
| 1957/1958 | 14. (spadek) | 26 | 13   | 4  | 5  | 17 | 21 | 68 |
| 1973/1974 | 12.          | 30 | 21   | 10 | 1  | 19 | 35 | 79 |
| 1974/1975 | 13. (spadek) | 30 | 20   | 5  | 10 | 15 | 21 | 51 |

## Stadion
Domowe mecze klub rozgrywa na stadionie o nazwie Campo Engenheiro Carlos Salema w Lizbonie, który może pomieścić 4000 widzów.

## Reprezentanci kraju grający w klubie
Stan na marzec 2016.
| - Alfredo Abrantes - Amílcar - João Azevedo - Costinha - Eleutério - Luís Carlos - António Nogueira - Hugo Porfírio - José Taira | - Edson Cata - Fernando Pereira - Adul Baldé - Ibraima Baldé - Ibraime Cassamá - Édson Silva - Néné - Carlos Brito - Tom |

## Skład na sezon 2015/2016
| Nr | Poz. | Piłkarz              |
| -- | ---- | -------------------- |
| 1  | BR   | Rafael Veloso        |
| 2  | PO   | Tom                  |
| 5  | NA   | Bernardo Vasconcelos |
| 6  | PO   | Sérgio Duarte        |
| 7  | PO   | Tiago Mota           |
| 8  | PO   | Bruno Aguiar         |
| 9  | NA   | Carlos Saleiro       |
| 10 | PO   | Valdo Alhinho        |
| 11 | NA   | Fernando             |
| 12 | BR   | Tiago Mota           |
| 13 | OB   | João Varudo          |
| 14 | NA   | Leonel               |
| 15 | OB   | João Amorim          |

| Nr | Poz. | Piłkarz                  |
| -- | ---- | ------------------------ |
| 17 | NA   | Hugo Firmino             |
| 18 | PO   | Pedro Mendes             |
| 19 | NA   | Peter Caraballo          |
| 20 | OB   | Daniel Almeida (kapitan) |
| 21 | OB   | André Almeida            |
| 22 | BR   | Rafael Marques           |
| 23 | NA   | Henrique Gomes           |
| 25 | OB   | João Pedro               |
| 27 | PO   | Thiago Freitas           |
| 33 | OB   | Diego Tavares            |
| 40 | NA   | João Olavo               |
| 44 | OB   | Hugo Grilo               |
| 88 | PO   | Júlio César              |
| 89 | OB   | Caju                     |